# Juan Manuel Aróstegui
Juan Manuel Aróstegui (San Francisco, Provincia de Córdoba, Argentina; 12 de febrero de 1980) es un exfutbolista argentino. Jugaba como delantero y su primer equipo fue Boca Juniors. Su último club antes de retirarse fue Sportivo Belgrano. Actualmente es Presidente de Sportivo Belgrano.

## Trayectoria
Exjugador de Boca Juniors, donde hizo las inferiores. Vistió la camiseta de las divisiones juveniles de la Selección Argentina junto a figuras como Juan Román Riquelme y Juan Sebastián Verón (aunque este dato se encuentra en discusión).
Aróstegui también es una leyenda en la historia del fútbol de Malasia: marcó 50 goles con el club MPPJ Selangor FC en todas las competiciones en la temporada 2003. Esto culminó con un hattrick brillante en la victoria por 3-0 contra Sabah FA en el 2003, ganando la copa de Malasia celebrada en el Estadio Nacional Bukit Jalil.
La victoria sobre el Petaling Jaya le concedió al MPPJ el honor de ser el único club del fútbol de Malasia en ganar el prestigioso trofeo de la Copa de Malasia (todos los ganadores anteriores fueron lados estado de Malasia).
En 2004 se fue a Sportivo Belgrano, de su ciudad natal, donde jugó 28 partidos y anotó 11 tantos.
Luego pasó a Universidad Católica de Chile, después volvió FC MPPJ de Malasia.
Más tarde pasó por dos clubes del ascenso de Italia y España, teniendo buena presencia.
En 2008 volvió a la Argentina, para jugar en Chacarita Juniors en la Primera B Nacional, y con 44 partidos y 10 goles obtuvo el ascenso a la Primera División de Argentina. Con pocos partidos en primera, volvió a la B nacional para jugar en Aldosivi de Mar del Plata.
Para la temporada 2010-2011 Juanma decidió regresar a Sportivo Belgrano para disputar el Torneo Argentino A, mismo equipo con el cual conseguiría en la temporada 2012/2013 el ascenso a la Primera B Nacional, siendo el autor del gol del ascenso esa tarde. Tras un buen arranque en la B Nacional con Sportivo, marcando 7 goles en 15 partidos jugados, el delantero cordobés abandonará la institución para incorporarse al ATM FA de Malasia.

## Clubes
| Club                      | País                | Año                 | PJ  | G   | Prom. |
| ------------------------- | ------------------- | ------------------- | --- | --- | ----- |
| Boca Juniors              | Argentina           | 1998-2000           | 1   | 0   | 0.00  |
| El Porvenir               | Argentina           | 2000-2001           | 27  | 8   | 0.30  |
| Belgrano de Córdoba       | Argentina           | 2001-2002           | 5   | 0   | 0.40  |
| MPPJ Selangor FC          | Malasia             | 2003-2004           | 37  | 33  | 0.89  |
| Pachuca                   | México              | 2004                | 14  | 6   | 0.43  |
| Sportivo Belgrano         | Argentina           | 2005                | 28  | 11  | 0.43  |
| Universidad Católica      | Chile               | 2006                | 11  | 5   | 0.45  |
| MPPJ Selangor FC          | Malasia             | 2006                | 19  | 17  | 0.89  |
| Salernitana               | Italia              | 2007                | 9   | 0   | 0.00  |
| UD Vecindario             | España              | 2007-2008           | 34  | 7   | 0.21  |
| Chacarita Juniors         | Argentina           | 2008-2009           | 36  | 10  | 0.28  |
| Aldosivi de Mar del Plata | Argentina           | 2010                | 16  | 1   | 0.06  |
| Sportivo Belgrano         | Argentina           | 2010-2013           | 102 | 54  | 0,62  |
| ATM FA                    | Malasia             | 2014                | 14  | 8   | 0.57  |
| Sportivo Belgrano         | Argentina           | 2015-2018           | 120 | 47  | 0.40  |
| Total en su carrera       | Total en su carrera | Total en su carrera | 473 | 207 | 0.43  |

## Palmarés

### Distinciones individuales
| Distinción                      | Año     |
| ------------------------------- | ------- |
| Goleador del Torneo Argentino A | 2011-12 |